# فلورأباتيت
فلورأباتيت (Fluorapatite وأحياناً فلوروأباتيت fluoroapatite) هو معدن شائع الانتشار من معادن الفوسفات له الصيغة Ca5(PO4)3F (فلوروفوسفات الكالسيوم)، وهو صلب له بلورات ضخمة إلى موشورية ذات ألوان متفاوتة (أخضر، أزرق، بني، بنفسجي).
يعد فلورأباتيت بالإضافة إلى هيدروكسيل أباتيت أحد مكونات مينا الأسنان.

## الوفرة الطبيعية
يوجد معدن فلورأباتيت على شكل متصلد في الصخور الرسوبية، ويعد أحد المكونات المهمة في خامات صخر الفوسفوريت، كما يظهر كمعدن متبقي في صخور اللاتيريت.
يوجد تركيب هذا المعدن طبيعياً في أسنان سمك القرش وفي أسنان الإنسان عند تعرضها المتكرر لأيونات الفلوريد، مما قد يفيد الأخيرة في الوقاية من التسوس.

## الخصائص
تتبع بلورات معدن فلورأباتيت النظام البلوري السداسي، وهي تظهر عند وتعرضها إلى الأشعة فوق البنفسجية خصائص فلورية وفوسفورية.

## الاستخدامات
يعد هذا المعدن أحد المصدر المهمة لكل من حمضي الفوسفوريك وهيدروفلوريك.

## اقرأ أيضاً
- أباتيت
- إعادة تمعدن الأسنان